# Université Rivier
L'université Rivier (en anglais : Rivier University) est une université privée américaine située à Nashua dans le New Hampshire. Elle porte le nom de la Sœur Anne-Marie Rivier.

## Source
- (en) Cet article est partiellement ou en totalité issu de l’article de Wikipédia en anglais intitulé « Rivier University » (voir la liste des auteurs).